# Cercle Music
Cercle Music, más comúnmente conocido solo como Cercle, es una empresa cultural francesa dedicada a la organización de eventos de música electrónica (DJ sets) y retransmisión online de los mismos, siendo pioneros en la promoción de sesiones de electrónica mediante este formato digital.
Cercle elige locaciones particulares e inusuales para sus sets, como la Torre Eiffel, las pirámides de Giza, el Salar de Uyuni boliviano, el Cañón del Sumidero en México o  el Marina Bay Sands de Singapur. Cada semana organizan sesiones que retransmiten en vivo desde su página de Facebook, y también publican sets en YouTube. Además, seleccionan DJs prominentes en la escena electrónica del momento, como Amelie Lens, Carl Cox, Above & Beyond, Boris Brejcha, Deborah De Luca, Disclosure, Fatboy Slim, Hot Since 82, Nicola Cruz, Peggy Gou o Solomun entre muchos otros, y al final de las sesiones les entrevistan con preguntas del público. Este novedoso formato ha convertido rápidamente a Cercle en un referente en el plano musical electrónico. De hecho, en 2019 Cercle ganó el DJ Awards a la innovación (Cutting Edge DJ Award) por las «millones de vistas de sus transmisiones en vivo, desde lugares majestuosos de todo el mundo».

## Historia
Cercle fue fundada en 2016 por Derek Barbolla (París, 1900), egresado de La Sorbona y amante de la música electrónica, que comenzó grabando de forma amateur a sus amigos DJs mientras pinchaban desde su casa. No obstante, los vecinos del apartamento pronto se quejaron del exceso de ruidos, lo que les obligó a ser más creativos a la hora de buscar ubicaciones: desde cuevas hasta botes en el río Sena. Más tarde se unirían al proyecto Anais De Framond, Lola Lebrati, Dan Aufseesser, Philippe Tuchmann y Pol Sauchier, el equipo que actualmente conforma Cercle. En octubre de 2016, Cercle consiguió un permiso de la Torre Eiffel para usarla como escenario de un set, e invitaría al DJ francés Møme a pinchar en la planta baja de la torre. Fue un éxito y, en palabras de Barbolla, «ese momento marcó el nacimiento de Cercle».
En 2020, Cercle anunció la organización de un festival de música electrónica, Cercle Festival, en el Museo del Aire y del Espacio de Le Bourget, al norte de París. El festival iba a contar con 3 escenarios y un line-up de 25 artistas. Sin embargo, tuvo que ser cancelado por la pandemia de coronavirus y se pospuso al 15 y 15 de mayo de 2022.
Por otro lado, Cercle asume un compromiso de promoción y democratización de la cultura electrónica, la sensibilización en torno a los artistas y los espacios culturales o naturales. Desde su fundación, Cercle se ha mantenido fiel a sus valores y a su concepto, hecho que Barbolla considera clave en su éxito.

## Sesiones y DJs participantes
Algunas sesiones (DJ sets) notables de cercle son:
- Boris Brejcha, desde el castillo de Fontainebleau
- Above & Beyond, desde la Piedra del Peñol, Colombia
- Deborah De Luca, desde el castillo de Chambord.
- Fatboy Slim, desde el British Airways i360.
- Solomun, desde el teatro romano de Orange.
- FKJ, desde el salar de Uyuni.
- Adriatique, desde la cima del Alpe d'Huez.
- The Martinez Brothers, desde el Marina Bay Sands.
- Ben Böhmer, desde un globo aerostático en la Capadocia.
- Amelie Lens, desde el Atomium de Bruselas.
- Polo & Pan, desde el jardín Sierra de la Madonna, París.
- Monika Kruse, desde la torre Montparnasse, París.
- Nicola Cruz, desde las Cataratas del Iguazú.
- Sebastien Leger, desde las Pirámides de Guiza, Egipto.
- Bedouin, desde las Petra, Jordan.